# Almanach Cracoviense ad annum 1474

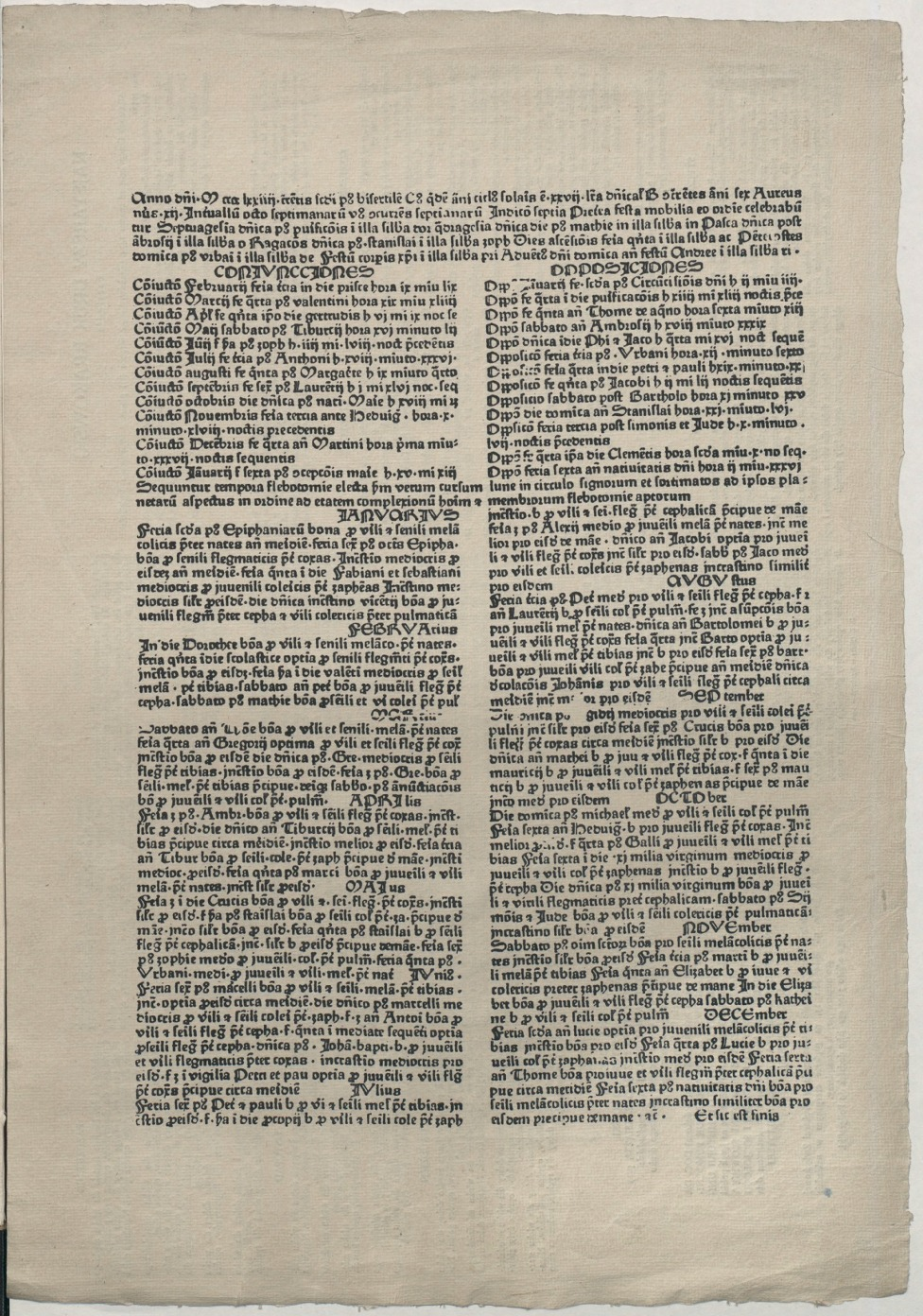
Jedyny zachowany egzemplarz Almanach Cracoviense ad annum 1474

Almanach Cracoviense ad annum 1474 (Almanach krakowski na rok 1474) – astronomiczno-astrologiczny kalendarz ścienny na rok 1474, najstarszy znany drukowany dokument powstały na ziemiach polskich oraz najstarszy wydany drukiem kalendarz w Polsce . Jego wydanie rozpoczęło historię druku w Polsce.

## Historia
Ten inkunabuł, znany również jako Calendarium Cracoviense (Krakowski kalendarz), został wydrukowany w Krakowie w 1473 roku przez Kaspera Straubego, wędrownego drukarza z Bawarii, który pracował w Krakowie od 1473 do 1476 roku. Kalendarz był wydrukowany jednostronnie gotyckimi czcionkami. Kwestia autorstwa samego tekstu jest nierozwiązana. Według badań Ludwika Birkenmajera, Almanach został stworzony przez anonimowego astronoma krakowskiego – najprawdopodobniej Piotra Gaszowca.
W momencie jego publikacji, technologia druku ruchomego typu miała dopiero 20 lat i była prawie całkowicie ograniczona do Niemiec. Drukarze niemieccy w latach 70. XV w. rozprzestrzenili prasę drukarską w Europie. Drukarstwo pojawiło się na początku tej dekady we Francji i w Holandii, a po 1473 roku w Anglii i Hiszpanii.
Jedyny zachowany egzemplarz Almanach Cracoviense ma wymiary 37 × 26,2 cm. Znajduje się w zbiorach Biblioteki Jagiellońskiej i jest przechowywany wraz z innymi cennymi zbiorami w skarbcu bibliotecznym. Został on odnaleziony w 1844 roku (przed 26 maja) podczas prac remontowych w Collegium Maius w pomieszczeniach Biblioteki Jagiellońskiej. Podczas przesuwania szaf robotnicy za jedną z nich odnaleźli zakurzony druk. Pierwszą wzmiankę o nim w tym samym roku opublikowano w Liber benefactorum Bibliothecae Universitatis Cracoviensis, gdzie podano informację o podarowaniu złotych ramek do oprawy druku przez krakowskiego drukarza Cypsera. Po raz pierwszy treść Almanachu i reprodukcję opublikował Ignacy Polkowski w pracy Nieznany druk krakowski w XV wieku z 1880 roku. W 1974 roku z okazji obchodów 500-lecia drukarstwa w Polsce zostało wydane faksymile druku.

## Treść
Almanach wydrukowany jest drukiem półarkuszowym, czyli dwuszpaltowym w języku łacińskim. Podobnie jak w innych almanachach i kalendarzach z tego okresu, wymienia on święta kościelne, dane astronomiczne oraz porady lekarskie.
Tekst jest podzielony na części:
1. Zajmuje całą szerokość szpalty i podaje dane takie jak: cykl słoneczny, koniunkcje i opozycje Słońca i Księżyca, litera niedzielna, liczba złota, indykcja oraz wykaz świąt ruchomych[2] .
2. Z podziałem na dwie szpalty są podane po lewej stronie Coniunctiones (nowie księżyca), a po prawej Oppositiones (pełnie księżyca) przypadające w 1474 roku i na początku 1475 roku. Podawana jest nie tylko godzina, ale i minuta wystąpienia zjawiska.
3. Zajmuje całą szerokość arkusza i jest objaśnieniem do następującej po niej części (2 wiersze).
4. W dwu szpaltach podzielonych na poszczególne miesiące roku są podane informacje o najbardziej odpowiednim czasie przeprowadzenia zabiegu puszczania krwi w zależności od wieku i choroby pacjenta.

## Nazwa
Nazwę Almanach Cracoviense ad annum 1474 drukowi nadał Karol Estreicher, publikując o nim informację w wydanej w 1878 roku „Bibliografii polskiej XV i XVI stulecia”. Używane są również inne nazwy: Astronomiczno-astrologiczny kalendarz lekarski na rok 1474 i Kalendarz krakowski na rok 1474.